# Везле
Везле́ (фр. Vézelay) — коммуна во Франции в департаменте Йонна, Бургундия. Входит в список самых красивых деревень Франции. По переписи 1999 года население коммуны составляло 492 жителя.

## История
В Везле находится одно из самых крупных и богатых бенедиктинских аббатств средневековой Франции, заложенное в XI веке на месте предполагаемой могилы Марии Магдалины и реконструированное в XIX веке по проекту архитектора Виолле-ле-Дюка.
В 1146 году Бернард Клервосский проповедовал здесь второй крестовый поход, вследствие чего возложил на себя крест Людовик VII с вельможами; отсюда же в 1189 году отправились в третий крестовый поход Филипп II Август и Ричард Львиное Сердце.
В XIII веке население Везле достигало 10 тысяч жителей. После того, как в 1270 году в Провансе нашли «подлинные» мощи Марии Магдалины, влияние аббатства начало снижаться: центр паломничества Марии Магдалины переместился в Сен-Максимин-ла-Сент-Бом и аббатство быстро потеряло значение. В XV веке оно было подчинено королю. В 1569 году во время протестантских волнений мощи были утеряны. Во время французской революции фасад храма подвергся поруганию.
В 1870—1876 годах ситуация изменилась. Были привезены новые реликвии Марии Магдалины и в Везле снова потянулся поток пилигримов. Аббатство действует по сей день: здесь работают и молятся монахи ордена Fraternité de Jerusalem.
В 1979 году аббатство в Везле стало одним из первых памятников французской архитектуры, внесённое ЮНЕСКО в перечень Всемирного наследия. В перечень предполагалось внести и находящийся неподалёку средневековый замок Базош, купленный в 1675 году Себастьеном де Вобаном, который похоронен там же — однако в окончательный список замок и 12 других укреплений Вобана не вошли.